# Florent Pereira
Pour l’article homonyme, voir Pereira.
Florent Pereira, né le 19 octobre 1993 à Clermont-Ferrand, est un coureur cycliste français.

## Biographie
Lors de ses quatre saisons espoirs (moins de 23 ans), Florent Pereira court chez les amateurs au Team Pro Immo Nicolas Roux. Bon puncheur, il obtient diverses victoires en première catégorie et de nombreuses de places d'honneur. Il est notamment champion d'Auvergne,, deuxième du championnat de France amateurs et huitième du championnat de France espoirs en 2015. La même année, il connait ses premières sélections en équipe de France espoirs. Il devient également stagiaire au sein de la formation World Tour AG2R La Mondiale à partir du mois d'aout. 
Non recruté par AG2R La Mondiale, il passe finalement professionnel en 2016 au sein de l'équipe continentale Roubaix Métropole européenne de Lille. Il n'y reste cependant qu'une saison. Non-conservé par les dirigeants de cette formation, il fait son retour en 2017 au club Pro Immo Nicolas Roux, où il s’illustre avec de nombreuses victoires et places d'honneur. Il termine par ailleurs cinquième du Tour du Jura et troisième du Grand Prix de la ville de Nogent-sur-Oise, deux courses inscrites au calendrier de l’UCI, en 2018. 
En fin d'année 2019, il annonce la fin de sa carrière cycliste. Il fait néanmoins son retour à la compétition en 2021.

## Palmarès
- 2012
  - 3e du championnat d'Auvergne sur route
- 2013
  - Prix de Paulhaguet
  - 2e du Souvenir Jean-Graczyk
  - 2e des Boucles Dunoises
- 2014
  - Souvenir Jean-Graczyk
  - 2e du Prix Albert-Gagnet
  - 2e du Grand Prix Christian Fenioux
  - 3e du championnat d'Auvergne sur route
  - 3e du Prix de Mehun-sur-Yèvre
- 2015
  - Champion d'Auvergne sur route
  - Circuit des Monts du Livradois
  - Classic Jean-Patrick Dubuisson :
    - Classement général
    - 2e étape

  - 2e du championnat de France sur route amateurs
  - 2e du Circuit des Communes de la Vallée du Bédat
  - 2e du Grand Prix des Grattons
  - 3e du Tour de Mareuil-Verteillac-Ribérac
- 2017
  - Critérium de Terrebourg
  - Grand Prix des Fêtes de Cénac-et-Saint-Julien
  - 4e étape de l'Essor breton
  - Trophée Roger-Walkowiak
  - Grand Prix des Grattons
  - 1re étape de La Jean-Patrick Dubuisson
  - 3e du Grand Prix du Cru Fleurie
  - 3e du Prix Albert-Gagnet
  - 3e de La Jean-Patrick Dubuisson
- 2018
  - 3e étape des Boucles du Haut-Var
  - Critérium de Cournon d'Auvergne
  - Prix Albert-Gagnet
  - Prix des Vins Nouveaux
  - 2e de Paris-Chalette-Vierzon
  - 2e du Prix de Berry Grand-Sud
  - 3e du Grand Prix de la ville de Nogent-sur-Oise
  - 3e du Challenge du Boischaut-Marche
- 2019
  - Tour du Centre Var
  - Circuit des Champions
  - 2e de la Ronde du Pays basque
  - 2e du Grand Prix Danièle Masdupuy
  - 2e du Prix des Vins Nouveaux
  - 3e du Circuit des Monts du Livradois

## Classements mondiaux
| Année           | 2017   |
| --------------- | ------ |
| UCI Europe Tour | 1 196e |